# Carl Dahlhaus

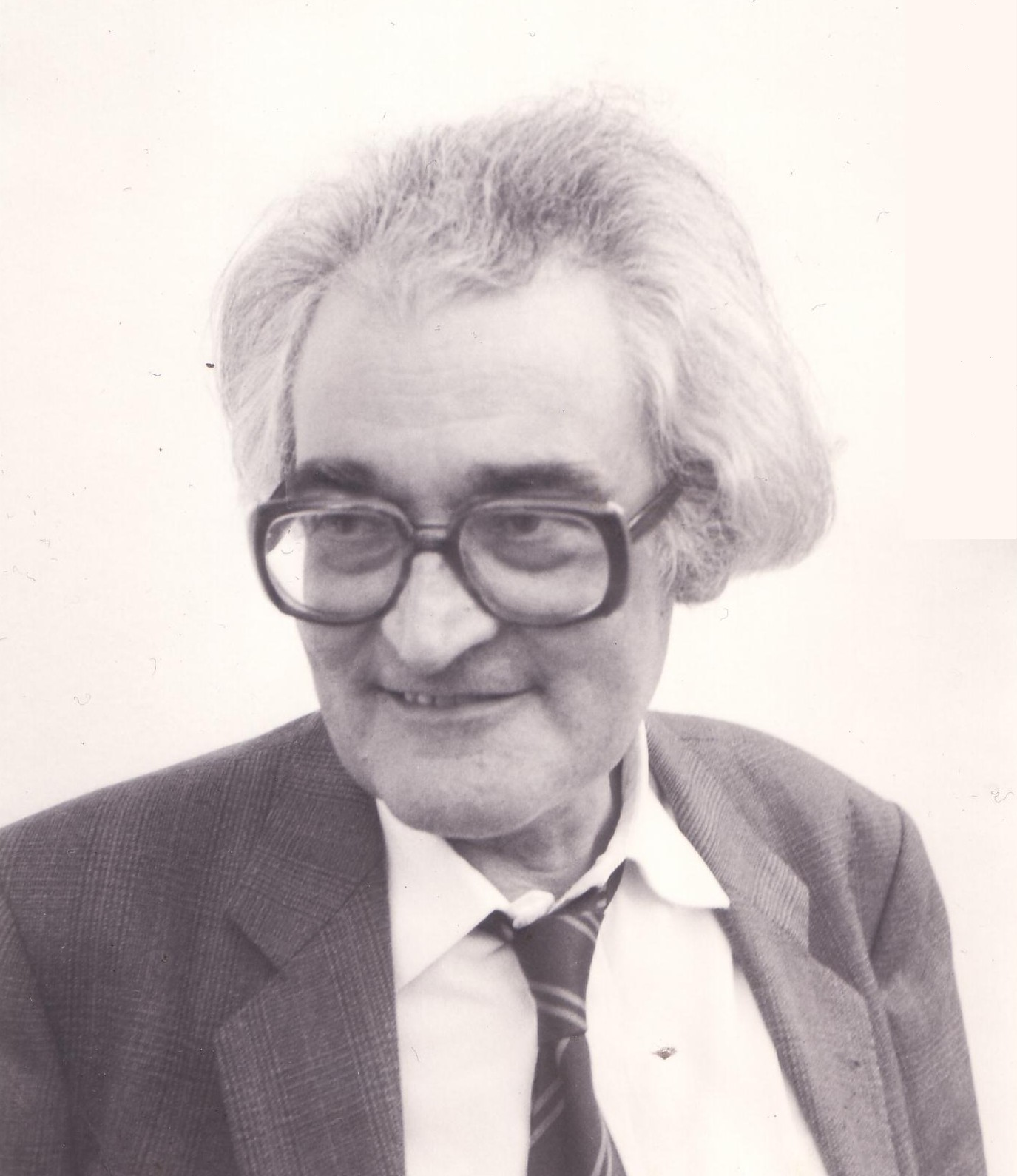
Carl Dahlhaus (1928-1989).

Carl Dahlhaus, född 10 juni 1928 i Hannover, död 13 mars 1989 i Berlin, var en tysk musikolog verksam i Berlin.

## Biografi
Dahlhaus har varit en förgrundsgestalt då det gäller utvecklingen av musikologi som en vetenskaplig disciplin under tiden efter andra världskriget.  
Dahlhaus har skrivit ett stort antal böcker och artiklar inom en rad ämnen inom musikvetenskap. De flesta inom den västerländska konstmusiken framför allt från den romantiska epoken. Han var mycket intresserad av Wagners produktion och dennes idéer om ”allkonstverket” och av hur ett nytt språk formades av de så kallade modernistiska tonsättarna beroende på samhällets och politikens förändringar; konsten var inte längre till ”för konstens egen skull”. Bland hans andra favoritämnen fanns musikteori och musikestetik.